# Campsie High Church

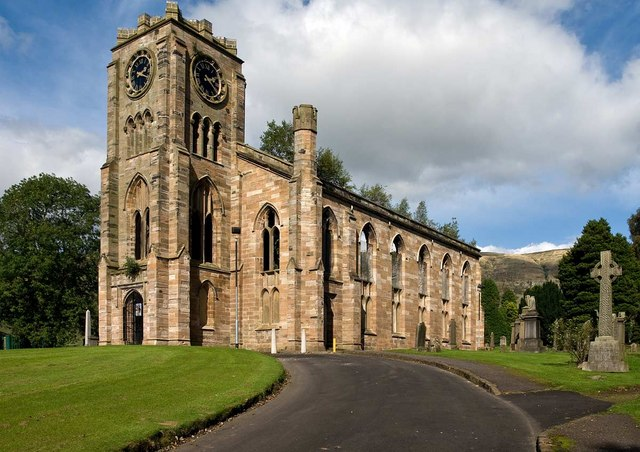
Campsie High Church

Die Campsie High Church, auch High Church of Campsie, ist eine Kirchenruine in der schottischen Stadt Lennoxtown in East Dunbartonshire. Das neogotische Bauwerk liegt im Stadtzentrum abseits der Hauptstraße. 1973 wurde die Campsie High Church in die schottischen Denkmallisten in der höchsten Kategorie A aufgenommen.

## Geschichte
Der Beschluss zum Bau einer neuen Kirche in Lennoxtown wurde zu Beginn der 1820er gefasst. Ein eingereichter Entwurf wurde von einer Person als „sperriges und unelegantes neogotisches Bauwerk“ bezeichnet und der Entwurf daraufhin gestoppt. Inwiefern der ursprüngliche Entwurf, eine Abwandlung dessen oder ein neuer Entwurf schließlich realisiert wurde, ist nicht verzeichnet. Als Architekt wurde David Hamilton mit der Planung beauftragt. Die Campsie High Church wurde schließlich 1828 fertiggestellt. Das Gebäude bot 1000 Sitzplätze. Die Gesamtkosten beliefen sich auf rund 3100 £. Die Glocke stammt aus demselben Jahr. Im darauffolgenden Jahr wurden das Dach und die Sitzbänke der alten, nun aufgegebenen Kirche veräußert.
Um 1983 verwüstete ein Brand das Gebäude. Ein Antrag auf Abriss der Ruine aus diesem Jahr wurde abgelehnt. Seit 1990 ist es im schottischen Verzeichnis gefährdeter denkmalgeschützter Bauwerke gelistet. Im Rahmen einer Ortsbegehung wurde das Bauwerk 1990 als unbedacht, jedoch geschützt beschrieben. Zwischenzeitlich wurde die Kirche auf Grund von Vandalismus eingezäunt. Die Kosten beliefen sich auf 5000 £. 1993 wurde von einer Verschlechterung des Zustands berichtet. Zwei Jahre später wurden 161.000 £ zur Stabilisierung der Ruine bewilligt. Derzeit ist der Zustand als ruinös, jedoch mit geringer Wahrscheinlichkeit auf Verschlechterung eingestuft. Vegetation bedeckt den Innenraum. Zwischenzeitlich wurde das Uhrwerk wieder instand gesetzt und Flutlicht installiert. Pläne zur weiteren Nutzung umfassen die Einrichtung einer Bücherei oder eines Museums.